# Mižhirská obecní komunita
Mižhirská obecní komunita (ukrajinsky Міжгірська селищна громада), je územního společenství (hromada), do kterého patří Mižhirja a 21 vesnic, a to: 
- Verchnij Bystryj, ukrajinsky Верхній Бистрий,
- Vučkove, ukrajinsky Вучкове,
- Pidčumal, ukrajinsky Підчумаль,
- Holjatyn, ukrajinsky Голятин,
- Liskovec, ukrajinsky Лісковець,
- Rekity, ukrajinsky Рекіти,
- Zaperedillja, ukrajinsky Запереділля,
- Stryhalňa, ukrajinsky Стригальня,
- Lozjanskyj, ukrajinsky Лозянський,
- Sopky, ukrajinsky Сопки,
- Majdan, ukrajinsky Майдан,
- Novoselycja, ukrajinsky Новоселиця,
- Pryslip, ukrajinsky Присліп,
- Zavyjka, ukrajinsky Завийка,
- Titkivci, ukrajinsky Тітківці,
- Repynne, ukrajinsky Репинне,
- Dil, ukrajinsky Діл,
- Suchyj, ukrajinsky Сухий,
- Sojmy, ukrajinsky Сойми,
- Toruň, ukrajinsky Торунь,
- Lopušne, ukrajinsky Лопушне.

Mižhirská obecní komunita má rozlohu 554,1 km². V roce 2025 v ní žilo 26 123 obyvatel.

## Zahraniční partneři
- Gmina Siedlce, Polsko
- Okres Kozienice, Polsko
- Nové Město na Moravě, Česko[2]